# بوریس بوریسوف
بوریس بوریسوف (بلغاری: Борис Борисов؛ زادهٔ ۲ ژوئیهٔ ۱۹۷۸) بازیکن فوتبال اهل بلغارستان است.